# Janet Radcliffe Richards
Janet Radcliffe Richards (1944) es una filósofa británica especializada en bioética y feminismo. Es autora de The Skeptical Feminist (1980), Philosophical Problems of Equality (1995), Human Nature after Darwin (2000) y The Ethics of Transplants (2012). 

## Biografía
Richards fue profesora de Filosofía en la Open University desde 1979 hasta 1999 y Director del Centro de Bioética y Filosofía de la Medicina en el University College London hasta 2007. Es autora de varios libros, documentos y artículos, y ha formado parte de una variedad de comités asesores y de trabajo en áreas de filosofía y bioética. Desde 2008, ha sido profesora de filosofía práctica en la Universidad de Oxford. También es investigadora distinguida en el Centro Oxford de Ética Práctica de Oxford Uehiro y publica regularmente en el sitio web de Ética Práctica: Perspectivas Éticas de la Universidad de Oxford.  
Su identificación con el feminismo y su enfoque en la bioética ocurrieron "por accidente" durante la redacción de su primer libro, The Skeptical Feminist: A Philosophical Inquiry (Routledge, 1980; Penguin, 1982) - la bioética es central en el debate sobre el aborto. El libro resultó ser controvertido dentro y fuera del feminismo, por ejemplo, con respecto a los estándares de racionalidad, moda y estilo, y su postura liberal.
Su segundo libro, Human Nature After Darwin: A Philosophical Introduction (Routledge, 2001) explora las llamadas Guerras de Darwin, incluidas las implicaciones que el darwinismo plantea para la filosofía y la aplicación del pensamiento crítico a varios argumentos presentados en el debate. Originalmente fue escrito como una introducción a las técnicas filosóficas para estudiantes de la Open University utilizando las controversias relacionadas con el pensamiento darwiniano y la naturaleza humana. 
En la actualidad, su nombre a menudo aparece en artículos y debates sobre el trasplante de órganos, en particular la idea de un comercio legítimo de órganos.
Estuvo en una relación con el filósofo Derek Parfit desde 1982, y estuvieron casados desde 2010 hasta la muerte de este en 2017.
Richards es miembro de Giving What We Can, una organización centrada en el altruismo eficaz cuyos miembros se comprometen a donar al menos el 10% de sus ingresos a organizaciones benéficas efectivas.

## Trabajos seleccionados
- The Sceptical Feminist: A Philosophical Enquiry [La feminista escéptica: una investigación filosófica], Routledge, (1980)
- Human Nature After Darwin: A Philosophical Introduction [La naturaleza humana después de Darwin: una introducción filosófica], Routledge, (2001)
- "Why Feminist Epistemology Isn't" ["Por qué no es la epistemología feminista"] (1997) en The Flight from Science and Reason P. Gross, N. Levitt & M. Lewis; Johns Hopkins University Press.
- "Organs For Sale" ["Órganos a la venta"], Janet Radcliffe Richards, Issues Med Ethics. 9 (2), abril-junio de 2001.